# Cai Shen

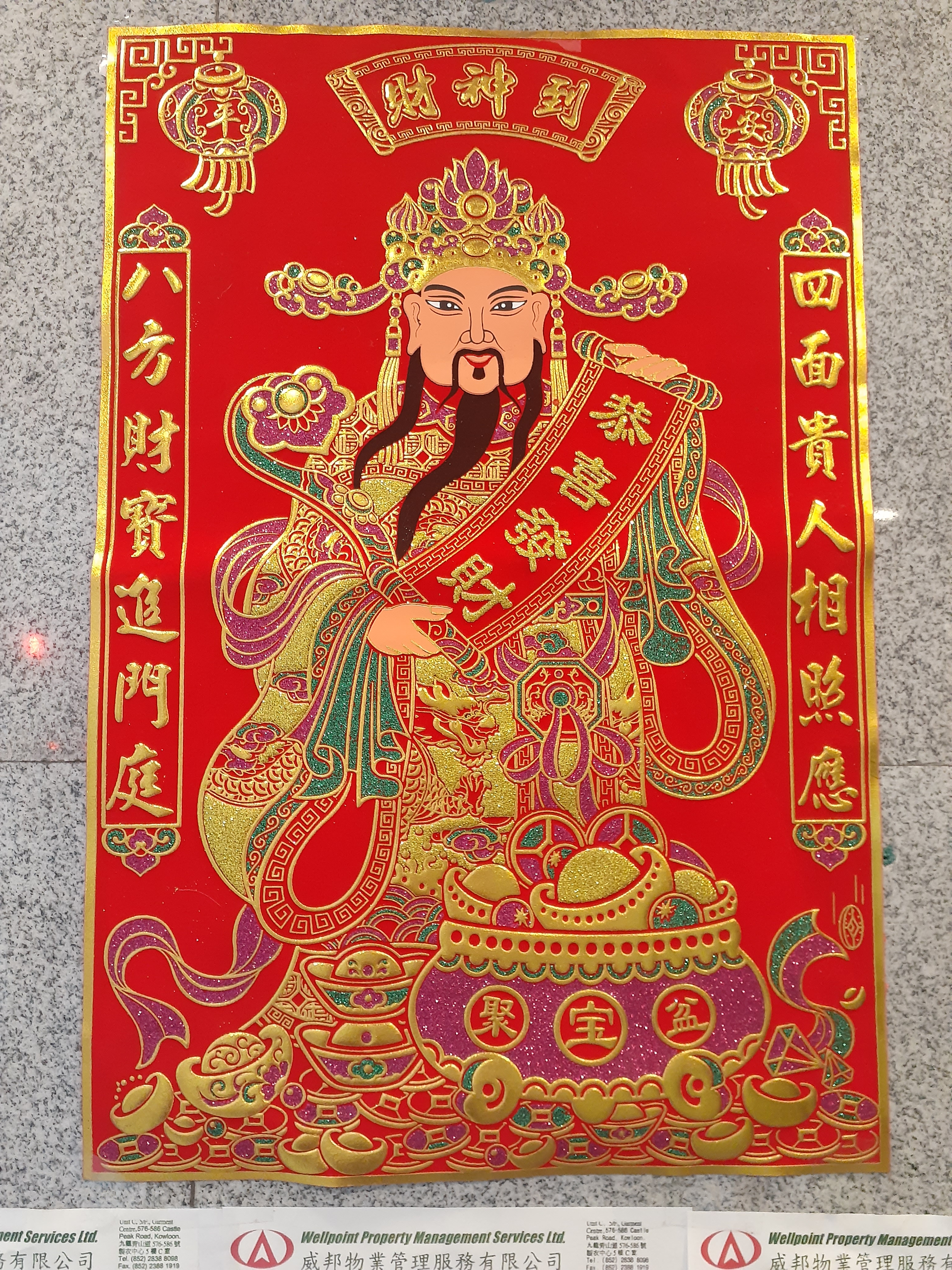
Glücksverheißende Dekoration zum chinesischen Neujahr mit Cai Shen in Hongkong.

Cai Shen (chinesisch 財神 / 财神, Pinyin Cáishén, W.-G. Tsai2 Shen2, Hakka Choy Sin, Jyutping Coi4san4, kantonesisch Choy Sun) ist der chinesische Gottheit des Reichtums aus der Chinesischen Volksglaube.
Andere Anreden für ihn sind Zhao Gongming (Chao Kung-ming) oder Bi Gan (Pi-kan).
Cai Shen war zunächst ein chinesischer Volksheld, wurde später von lokalen Nachfolgern und Bewunderern vergöttlicht und verehrt und im Daoismus und Amitabha-Buddhismus dann auch als Gott verehrt.
Cai Shens Name wird oft während des Chinesischen Neujahrsfestes angerufen.
Auf Abbildungen wird er oft auf einem schwarzen Tiger reitend dargestellt, mit einem goldenen Stab in der Hand. Er wird auch mit eisernen Waffen dargestellt.
Von Cai Shens politischer Zugehörigkeit und anschließender Gottwerdung sind verschiedene Versionen verbreitet worden. Ob er eine authentische historische Gestalt ist, ist unklar, jedoch stimmt die weit überwiegende Mehrheit der Geschichten darin überein, dass Cai Shen während der frühen Qin-Dynastie lebte. Man glaubt, dass er eine Gattin hatte, die den Familiennamen Chen (陳) trug (Kantonesisch: Chan und Hakka: Chin). Sein Sohn ist Quan (泉). Nachdem Bi Gan von seinem Neffen, König Di Xin von Shang getötet worden war, flohen Bi Gans Frau und Sohn in die Wälder. Sein Tod besiegelte das Ende der Shang-Dynastie. Später wurde Quan von König Wu von Zhou (Zhou-Dynastie) als Vorfahre aller geehrt, die den Namen Lin tragen.